# Proboscidoplocia sikorai
Proboscidoplocia sikorai is een haft uit de familie Euthyplociidae. De wetenschappelijke naam van de soort is voor het eerst geldig gepubliceerd in 1891 door Vayssière.
De soort komt voor in het Afrotropisch gebied.